# Самора, Фабио
Фа́био Само́ра Ро́ка (исп. Fabio Zamora Roca; род. 15 ноября 2005) — боливийский футболист, защитник клуба «Олвейс Реди».

## Клубная карьера
Самора — воспитанник клуба «Олвейс Реди». 7 апреля 2024 года в матче против «Университарио де Винто» он дебютировал в боливийской Примеры.

## Международная карьера
В 2025 году Сентелья в составе молодёжной сборной Боливии принял участие в молодёжном чемпионате Южной Америки в Венесуэле. На турнире он был запасным и на поле не вышел.